# Bullenreiten

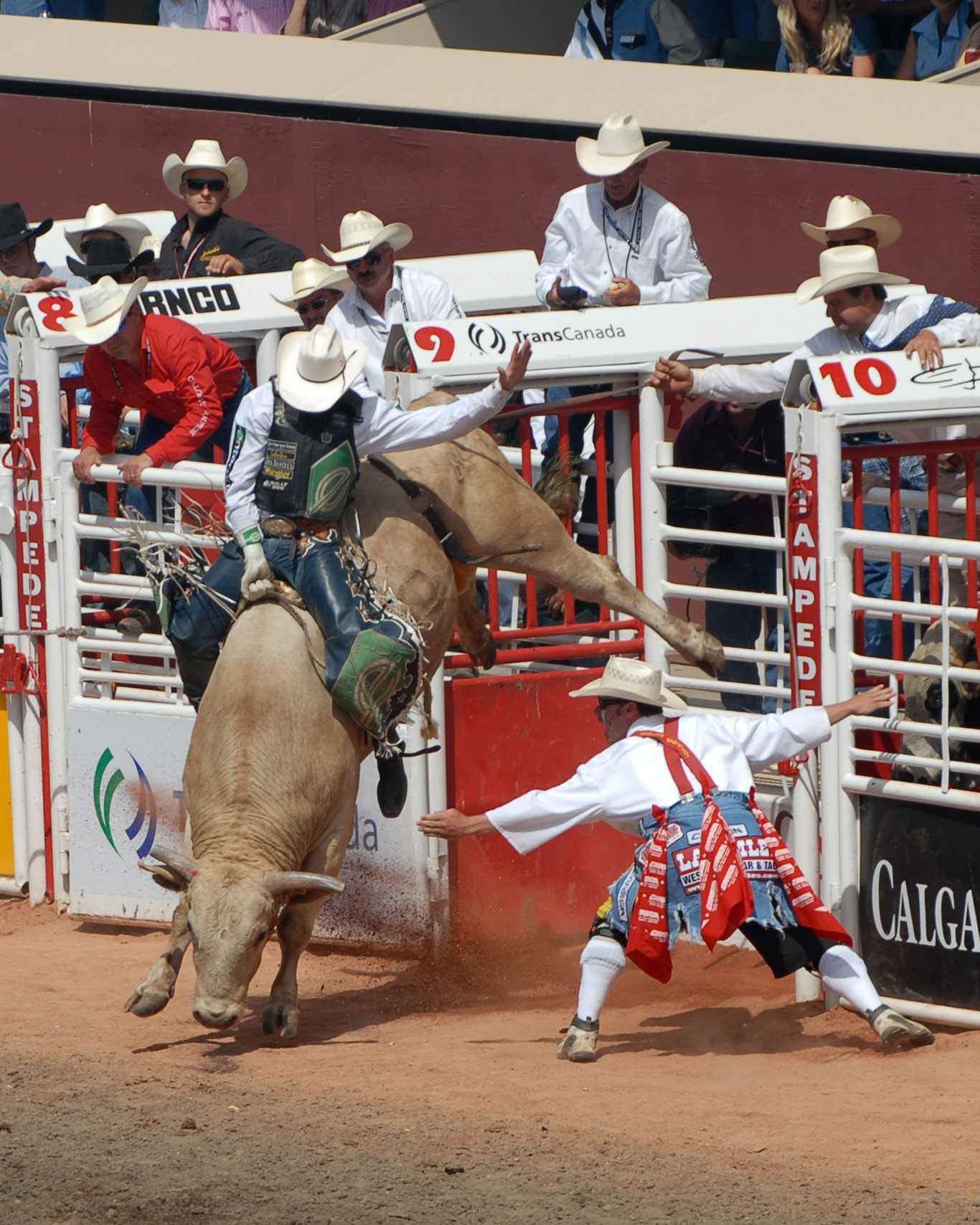
Die ersten Sekunden des Wettbewerbs

Bullenreiten ist ein sportlicher Wettbewerb im Rahmen eines Rodeos. Es gilt als der spektakulärste und gefährlichste Teil einer derartigen Veranstaltung. Auch der Ritt auf einem mechanischen Stier wird als Bullenreiten bezeichnet.

## Rodeo
Der Reiter des Stieres auf einem Rodeo hat die Aufgabe, sich für mindestens 8 Sekunden auf dem Rücken des Tieres zu halten, bevor er abgeworfen wird. Zu Beginn steigt der Bullenreiter auf die Umzäunung, lässt sich auf den eingeklemmten Bullen nieder und greift ein flaches, um den Körper des Tieres befestigtes Seil. Der Bulle trägt außerdem einen Gurt um die Flanke. Nach dem Ruf des Reiters, er sei nun bereit, wird das Gatter geöffnet, der Stier stürmt in die Arena. Nun versucht der Reiter, für mindestens acht Sekunden seine Position beizubehalten, wobei er eine Hand in die Luft strecken muss.
Der Stier richtet sich auf, bockt, tritt, dreht sich und rollt den Rücken in der Bemühung, den Reiter abzuwerfen. Ein lauter Summton verkündet die Erfüllung und Beendigung des Wettbewerbs. Dann springt der Reiter ab. Eine Bewertung erfolgt mit einer Punktzahl von 0 bis 100 Punkten durch normalerweise zwei Richter, die sowohl die Aggressivität und Beweglichkeit des Stieres, als auch die Haltung und die Kontrolle des Probanden über den Stier bewerten.

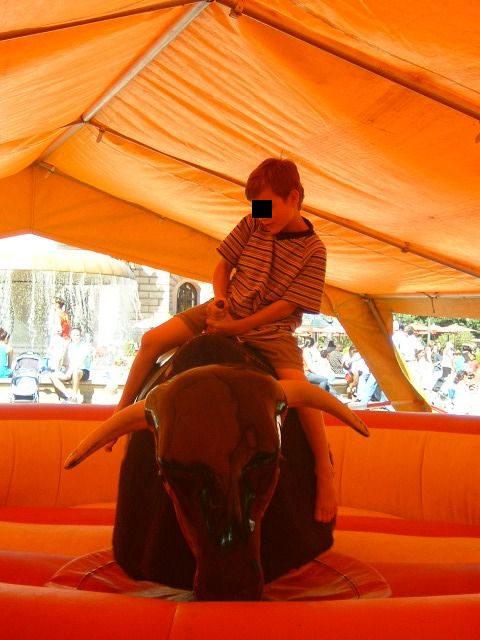
Mechanischer Bulle auf Kinderfest

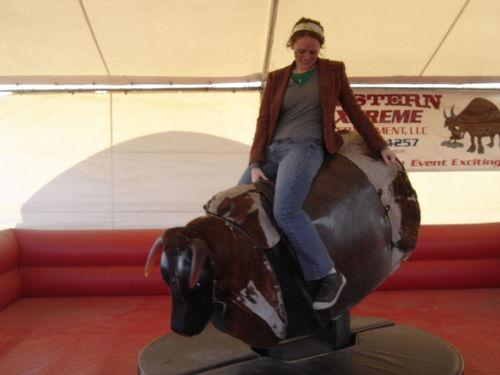
Mechanischer Bulle

## Mechanischer Bulle
Beim Bullenreiten auf einem mechanischen künstlichen Bullen, dessen Antriebsmodul mit zwei Motoren bestückt ist, wird die Zeit, die der Reiter auf dem Rücken des Tieres verbringt, gemessen. Diese Art des Freizeitvergnügens existiert seit Anfang der 1980er Jahre. Auf einem Display am angeschlossenen Steuerpult kann Geschwindigkeit und Schwierigkeitsgrad (Drehungs- und Stoßgeschwindigkeit) der Maschine eingestellt werden. Der Umgebungsbereich des stilisierten Stieres misst meist über 5 × 5 m, ist je nach Bauart rund, acht- oder sechseckig und ist durch weichen Unterboden abgesichert, um Verletzungen zu vermeiden. Diese Art des Bullenreitens stellt auf Jahrmärkten und Festen sowie in Westernkneipen eine beliebte Attraktion dar.
Außer einem stilisierten Bullen sind auch andere Aufsätze für das Gerät erhältlich, wie beispielsweise Ente, Flasche, Bett, Kamel oder spezielle Artikel, die sich an Erwachsene richten. Fällt der Reiter vom Gerät, so wird es entweder automatisch oder durch den Bediener sofort gestoppt.

## Rezeption
Das professionelle Bullenreiten ist ein Motiv des Films Kein Ort ohne dich, nach dem gleichnamigen Buch von Nicholas Sparks, mit Britt Robertson und Scott Eastwood in den Hauptrollen.